# Konsulat Generalny Rzeczypospolitej Polskiej w Ostrawie
Konsulat Generalny Rzeczypospolitej Polskiej w Ostrawie (czes. Generální konzulát Polské republiky v Ostravě) – polski urząd konsularny w Ostrawie. Okręg konsularny obejmuje: kraj morawsko-śląski, kraj ołomuniecki, kraj zliński, kraj południowomorawski.

## Historia placówki
Początki konsulatu polskiego w ówczesnej Morawskiej Ostrawie sięgają wiosny 1920, kiedy to powstała Agencja Konsularna w Boguminie, po decyzji Konferencji Ambasadorów z 28 lipca 1920 przydzielającej zachodnią część Śląska Cieszyńskiego Czechosłowacji, przekształcona w konsulat z siedzibą w Ostrawie. Jego głównym zadaniem była opieka nad miejscowymi Polakami.
Współcześnie funkcjonujący urząd konsularny ponownie otwarto po II wojnie światowej w 1947 w randze konsulatu, któremu następnie podniesiono rangę do konsulatu generalnego.

## Kierownicy konsulatu
- 1921 – Jerzy Lechowski, wicekonsul/konsul[9]
- 1921 – Stefan Bratkowski, konsul
- 1921–1926 – Zygmunt Vetulani, wicekonsul/konsul
- 1926–1934 – Karol Ripa, wicekonsul/konsul
- 1934–1935 – Leon Malhomme, konsul generalny
- 1935 – Aleksander Klotz, konsul
- 1936–1938 – Zygmunt Hładki, radca
- 1938 – Jan Bociański, wicekonsul
- 1939 – Władysław Sidorowicz, konsul
- 1947–1953 – Stefan Wengierow
- 1953–1957 – Jerzy Fidler, konsul
- 1961–1965 – Krzysztof Nowak
- 1968–1969 – Jan Korczyński
- 1979–1980 – Teofil Cieśla
- 1982–1986 – Gerard Grabowicz
- 1986–1990 – Edmund Warda
- 1991–1995 – Jerzy Kronhold
- 1996–1997 – Bernard Błaszczyk
- 1998–2002 – Marek Masiulanis
- 2002–2005 – Andrzej Kaczorowski
- 2007–2011 – Jerzy Kronhold
- 2011–2015 – Anna Olszewska
- 2015–2019 – Janusz Bilski
- 2019–2024 – Izabella Wołłejko-Chwastowicz

## Siedziba
Początkowo konsulat mieścił się na Denisovo náměstí (1921–1926), następnie przy ul. 28 října 56 (1926–1927), ul. 28 října 59 (1929), ul. 28 října 58 (1930), Johannyho třida 11 (1934), obecnie Sokolská třída oraz Johannyho třida 13 (1936–1939). Obecnie działa pod adresem Blahoslavova 4. Konsulat znajduje się jedynie 8 km od granicy Polski.